# Catherine Deneuve
Catherine Deneuve (født 22. oktober 1943) er en fransk skuespillerinde, der har haft en karriere på film i mere end 50 år. Blandt hendes mest kendte film kan nævnes Pigen med paraplyerne, Dagens skønhed, Den sidste metro og Dancer in the Dark.
Med Roger Vadim har hun en søn, Christian Vadim, der også er skuespiller. Med Marcello Mastroianni har hun datteren Chiara Mastroianni, ligeledes skuespiller. Hun var i perioden 1965-72 gift med fotografen David Bailey.
Hendes position som fransk personlighed knæsattes, da hendes portræt i en årrække repræsenterede nationens æstetiske symbol, Marianne, hvormed hun bl.a. blev afbildet på frimærker.

## Filmografi
Her ses et udvalg af de film, Deneuve har spillet med i.
- Den skøre familie (Michel Fermaud og Jacques Poitrenaud, 1960)
- Dyden og og lasten (Roger Vadim, 1963)
- Pigen med paraplyerne (Jacques Demy, 1964)
- Erotisk safari (Edouard Molinaro, 1964)
- Chok (Roman Polanski, 1965)
- Livet på slottet (Jean-Paul Rappeneau, 1966)
- Pigerne fra Rochefort (Jacques Demy og Agnès Varda, 1967)
- Dagens skønhed (Luis Bunuel, 1967)
- Benjamin (Michel Deville, 1967)
- Mayerling (Terence Young, 1968)
- Pigen Manon (Jean Aurel, 1968)
- Min kone forstår mig ikke (Stuart Rosenberg, 1969)
- Den falske brud (François Truffaut, 1969)
- Tristana (Luis Buñuel, 1970)
- Æselskind (Jacques Demy, 1970)
- Telefon til chefen (Jean-Pierre Melville, 1972)
- Strømeren og luksuspigen (Robert Aldrich, 1975)
- Vildmanden (Jean-Paul Rappeneau, 1975)
- Den sidste metro (François Truffaut, 1980)
- L'africain (Philippe de Broca, 1983)
- Hunger (Tony Scott, 1983)
- Indokina (Régis Wargnier, 1992)
- Tyvene (André Téchiné, 1996)
- Place Vendôme, Juvelerkvarteret (Nicole Garcia, 1997)
- Dancer in the Dark (Lars von Trier, 2001)
- The Musketeer (Peter Hyams, 2001)
- 8 kvinder (François Ozon, 2002)
- Den kongelige familie (Valérie Lemercier, 2005)
- Et juleventyr (Arnaud Desplechin, 2008)
- Trofæfruen (François Ozon, 2010)